# Список Sim-ігор
Список завершених проектів ігор Sim, їх доповнення та компіляції. Більшість ігор розроблювалися компанією Maxis, продюсувалися Maxis (до 1997) та Electronic Arts (з 1997). EA наймала додаткові компанії для виробництва Sim-ігор, такі як Bullfrog Productions, Firaxis Games та Tilted Mill Entertainment. Серії ігор The Sims та SimCity вважаються найвідомішими із усіх Sim.

## The Sims
- The Sims
  - The Sims: Livin' Large
  - The Sims: House Party
  - The Sims: Hot Date
  - The Sims: Vacation
  - The Sims: Unleashed
  - The Sims: Superstar
  - The Sims: Makin' Magic
- The Sims 2
  - The Sims 2: University
  - The Sims 2: Nightlife
  - The Sims 2: Open for Business
  - The Sims 2: Pets
  - The Sims 2: Seasons
  - The Sims 2: Bon Voyage
  - The Sims 2: FreeTime
  - The Sims 2: Apartment Life
- The Sims 3
  - The Sims 3: World Adventures
  - The Sims 3: Ambitions
  - The Sims 3: Late Night
  - The Sims 3: Generations
  - The Sims 3: Pets
  - The Sims 3: Showtime
  - The Sims 3: Supernatural
  - The Sims 3: Seasons
  - The Sims 3: University Life
  - The Sims 3: Island Paradise
  - The Sims 3: Into the Future
- The Sims 4
  - The Sims 4: Get to Work
  - The Sims 4: Get Together
  - The Sims 4: City Living

### Інші гри серії The Sims
- The Sims Online
- The Sims Bustin' Out
- The Urbz: Sims in the City
- MySims
  - MySims
  - MySims Kingdom
  - MySims Party
  - MySims Racing
- The Sims Stories
  - The Sims Life Stories
  - The Sims Pet Stories
  - The Sims Castaway Stories

## SimCity
- SimCity
- SimCity 2000
- SimCity 64
- SimCity 3000
- SimCity 4
  - SimCity 4: Rush Hour
- SimCity DS
- SimCity Societies
  - SimCity Societies: Destinations
- SimCity DS 2
- SimCity Creator

### Compilation packs
- SimCity 2000 Network EditionCehea
- SimCity 3000 World Edition
- SimCity 3000 UK Edition (тільки в Англії і Ірландії)
- SimCity 4 Deluxe Edition
- The SimCity Box

## Інші Sim ігри
- SimEarth
- SimAnt
- SimLife
- SimFarm
- SimRefinery
- SimTower
- SimCopter
- Streets of SimCity
- SimHealth
- SimIsle
- SimTown
- SimPark
- SimGolf
- SimTunes
- SimSafari
- SimTheme Park
- SimCoaster
- SimTop
- SimFun
- Sid Meier's SimGolf
- SimAnimals

### Compilation packs
- Sim Mania (Вийшла 2000, включала в себе SimCity, SimTower, SimIsle, SimCopter, Streets of SimCity та SimSafari.)
- The Sim Collection (Вийшла 2003, включала в себе SimTheme Park, The Sims, SimCity 3000 Unlimited та The Sims Online.)
- Sim Mania 2 (Вийшла 19 березня 2003, включала в себе SimCity 3000, SimTheme Park, SimCoaster та Sid Meier's SimGolf.)
- Sim Mania 3 (Вийшла 21 червня 2003, включала в себе SimCopter, SimSafari, SimTheme Park, SimCity 3000 Unlimited, SimCoaster та Sid Meier's SimGolf.)

## Sim ігри які не вийшли
- SimsVille[en] - скасована майже перед завершенням для того аби зосередитись на розробці The Sims 2.
- SimMars - розроблялася в Maxis приблизно тоді коли випускались The Sims.[1] Трейлер for до гри було включено на CD-ROM SimCity 3000. Згідно трейлеру, основою гри був пілотований політ на Марс з наступним терраформуванням та  колонізацією. Гра мала б бути інтеграцією попередніх ігор Maxis, можливо включаючи елементи з SimEarth, SimLife, та SimCity. 12 травня 2000, Maxis оголосила про відкладення гри.[2] Гру було відтворено фанами як мод для SimCity 4.[3]

1. ↑  SimMars - IGN. IGN. Архів оригіналу за 21 лютого 2002. [Архівовано 2006-06-10 у Wayback Machine.]
2. ↑  Buechner, Patrick (12 травня 2000). Maxis wins big for The Sims and more!. SimGames.net. Архів оригіналу за 10 листопада 2008. Процитовано 2 вересня 2008. [Архівовано 2008-11-10 у Wayback Machine.]
3. ↑  SimMars Beta 3 mod for SimCity 4 - Mod DB. Mod DB.